# ۱۱۹۸ (میلادی)
۱۱۹۸ (میلادی) هزار و صد و نود و هشتمین سال تقویم میلادی است.

## درگذشتگان
- ۸ ژانویه – سلستین سوم، کشیش و دیپلمات ایتالیایی
- ۱۱ مارس – مری دو فرانس، شاعر و نویسنده فرانسوی (ز. ۱۱۴۵)
- ۱۱ دسامبر – ابن رشد، ستاره‌شناس و فیلسوف اسپانیایی (ز. ۱۱۲۶)